# Sitio de Coimbra (1117)
El sitio de Coimbra de 1117 fue un enfrentamiento militar entre las fuerzas de la Dinastía Almorávide y las del condado de Portugal en la ciudad de Coímbra. En 1117, los almorávides lanzaron una campaña en el condado de Portugal para atacar la ciudad de Coimbra y se retiraron al no poder capturarla.

## Antecedentes
En el año 1111, los almorávides lanzaron un ataque contra Portugal, logrando capturar Santarém y avanzar hasta Coimbra. Aunque antes de la muerte del conde Enrique se había previsto un ataque árabe a Coimbra, este no se materializó hasta 1116. Durante este año, las fuerzas almorávides, bajo el mando de Abdul-Malik, tomaron el control de dos fortalezas clave que protegían la ciudad: Miranda de Beira y Santa Eulalia. En el primer caso, la guarnición fue pasada a espada, mientras que en el segundo, incluyendo a su gobernador Diogo, fueron esclavizados. Ante la aparente futilidad de la resistencia, los defensores de Soure abandonaron su posición y se refugiaron en Coimbra, lo que efectivamente debilitó las defensas exteriores de la ciudad.
En 1117, los almorávides, liderados por Ali ibn Yusuf, desembarcaron en Montemor-o-Velho y nuevamente en tierras portuguesas.  Trajo fuerzas africanas reforzadas por andaluces, tantas como "granos de arena del mar", según una crónica. 

## Sitio
Los almorávides atacaron las afueras, matando y esclavizando. Los portugueses no pudieron hacer retroceder a los almorávides y muchos se retiraron dentro del castillo, incluida la condesa Teresa. La ciudad fue sitiada durante 20 días y los suburbios saqueados.  Los almorávides sometieron a Coimbra a ataques diarios, pero finalmente no pudieron tomarla y la ciudad amurallada permaneció intacta.    
Ali se retiró entonces de la ciudad a Sevilla. Mantener Coimbra habría resultado difícil para los almorávides defenderla en una tierra hostil.    
El asedio de Coimbra marcó el apogeo del poder almorávide en Iberia.  Después de la exitosa defensa de Coimbra, la condesa Teresa comenzó a llamarse reina. 